# Kumi Yokoyama
Kumi Yokoyama (横山 久美, Yokoyama Kumi, Tama, 13 augustus 1993) is een Japans voetballer. Die  speelt als aanvaller bij AC Nagano Parceiro.

## Carrière

### Clubcarrière
Yokoyama begon de voetbalcarrière in 2012 bij Okayama Yunogo Belle en tekende in 2014 bij AC Nagano Parceiro. In vier jaar speelde Yokoyama er 74 competitiewedstrijden en scoorde daarin 87 keer. Yokoyama tekende in juli 2017 bij Frankfurt. In juli 2018 keerde de aanvaller weer terug naar AC Nagano Parceiro.

### Interlandcarrière
Yokoyama nam met het Japans nationale elftal O17 deel aan het WK onder 17 in 2010. Daar stond Yokoyama in alle zes de wedstrijden van Japan opgesteld en scoorde daarin zes doelpunten. Japan behaalde zilver op het wereldkampioenschap. De voetballer nam met het Japans nationale elftal O20 deel aan het WK onder 20 in 2012. Daar stond Yokoyama in alle zes de wedstrijden van Japan opgesteld en Japan behaalde brons op het wereldkampioenschap.
Yokoyama debuteerde op 6 maart 2015 in het Japans vrouwenvoetbalelftal tijdens een wedstrijd om de Algarve Cup tegen Portugal. Yokoyama nam met het Japans elftal deel aan het Aziatisch kampioenschap 2018. De voetballer scoorde daarin vier doelpunten, waaronder de winnende 1-0 tegen Australië (finale) en Japan behaalde goud op het Aziatisch kampioenschap. Yokoyama heeft 40 interlands voor het Japanse elftal gespeeld en scoorde daarin 17 keer.

## Persoonlijk
Yokoyama gaf in juni 2021 aan transgender man te zijn en voortaan met de genderneutrale voornaamwoorden they en them te willen worden aangeduid in het Engels.

## Statistieken
| Japans vrouwenvoetbalelftal | Japans vrouwenvoetbalelftal | Japans vrouwenvoetbalelftal |
| Jaar                        | Wed.                        | Dlp.                        |
| --------------------------- | --------------------------- | --------------------------- |
| 2015                        | 5                           | 2                           |
| 2016                        | 8                           | 3                           |
| 2017                        | 11                          | 6                           |
| 2018                        | 11                          | 5                           |
| 2019                        | 8                           | 1                           |
| Totaal                      | 43                          | 17                          |